# The Legend of Zelda: Ocarina of Time
The Legend of Zelda: Ocarina of Time é um jogo eletrônico de ação e aventura desenvolvido e publicado pela Nintendo para o Nintendo 64. Foi lançado no Japão e na América do Norte em novembro de 1998 e nas regiões PAL no mês seguinte. Ocarina of Time é o primeiro jogo da série The Legend of Zelda com gráficos 3D.
Foi desenvolvido pela Nintendo Entertainment Analysis & Development (EAD), liderada por cinco diretores, incluindo Eiji Aonuma e Yoshiaki Koizumi, produzido pelo cocriador da série Shigeru Miyamoto, e escrito por Kensuke Tanabe. O compositor veterano da série Zelda Koji Kondo criou a trilha sonora. O jogador controla Link na terra da fantasia de Hyrule em uma missão para parar o rei maligno Ganondorf, viajando no tempo e navegando em masmorras e um overworld. O jogo introduziu recursos como um sistema de bloqueio de alvo e botões sensíveis ao contexto que se tornaram comuns em jogos de aventura em 3D. O jogador deve aprender a tocar várias músicas em uma ocarina para progredir.
Ocarina of Time recebeu muitos elogios da crítica e dos consumidores e ganhou vários prêmios e elogios, em relação ao seu visual, som, jogabilidade, trilha sonora e escrita. Foi classificado por várias publicações como o melhor jogo eletrônico de todos os tempos, e é o jogo mais bem avaliado de todos os tempos do agregador de críticas Metacritic. Foi um sucesso comercial, com mais de sete milhões de cópias vendidas em todo o mundo. Nos Estados Unidos, recebeu mais de três vezes mais pré-encomendas do que qualquer outro jogo da época, e foi o jogo mais vendido de 1998 no país.
Uma sequência direta, The Legend of Zelda: Majora's Mask, foi lançada em 2000. Desde então, Ocarina of Time foi relançado em todos os consoles domésticos da Nintendo e no iQue Player na China. Uma versão melhorada do jogo para o Nintendo 3DS, The Legend of Zelda: Ocarina of Time 3D, foi lançada em 2011. Master Quest, uma versão alternativa do jogo incluindo novos quebra-cabeças e dificuldade aumentada, está incluído em um dos lançamentos de GameCube e na versão 3D.

## Jogabilidade
The Legend of Zelda: Ocarina of Time é um jogo de ação e aventura e fantasia ambientado em um cenário expansivo. O jogador controla o protagonista da série, Link, a partir de uma perspectiva em terceira pessoa, num mundo tridimensional. Link luta principalmente com uma espada e um escudo, mas também pode usar outras armas, como projéteis, bombas e feitiços mágicos.:22–25 O esquema de controles introduz técnicas como ações sensível ao contexto e um sistema chamado "Z-targeting", que permite que o jogador faça com que Link fique focado e se agarre a inimigos ou outros objetos.:11–12 Ao usar esta técnica, a câmera segue o alvo e Link constantemente o encara. Ataques de projéteis são direcionados automaticamente ao alvo e não requerem mira manual. Ações sensíveis ao contexto permitem que várias tarefas sejam atribuídas a um botão, simplificando o esquema de controle. A exibição na tela mostra o que acontecerá quando o botão for pressionado e muda dependendo do que o personagem está fazendo. Por exemplo, o mesmo botão que faz com que Link empurre uma caixa, se ele estiver próximo a ela, fará com que ele suba na caixa caso o analógico seja empurrado em direção a ela.
Link ganha novas habilidades coletando itens e armas encontradas em dungeons ou no overworld. Nem todos são obrigatórios — Ocarina of Time tem várias missões secundárias opcionais e objetivos menores que o jogador pode escolher completar ou ignorar. Completar as missões secundárias geralmente resulta em recompensas como novas armas ou habilidades. Em uma missão paralela, Link troca itens que não pode usar com personagens não jogáveis. Esta sequência de negociação apresenta dez itens e termina com Link recebendo um item que pode usar, a espada Biggoron de duas mãos, a mais forte do jogo. Em outra missão paralela, Link pode adquirir um cavalo. Isso permite que ele viaje mais rápido, mas enquanto anda nele, só poderá atacar com flechas.:38
Link recebe uma ocarina perto do início do jogo, que mais tarde é substituída pela Ocarina do Tempo. Ao longo do jogo, Link aprende doze melodias que lhe permitem resolver quebra-cabeças baseados em música e se teletransportar para locais visitados anteriormente.:30 A Ocarina do Tempo também é usada para reivindicar a Master Sword (Espada Mestra) no Templo do Tempo. Quando Link pega a espada, ele é transportado sete anos no futuro e se torna um adulto. Link jovem e Link adulto têm habilidades diferentes. Por exemplo, apenas Link adulto pode usar o Arco de Fada (Fairy Bow), e apenas Link jovem pode passar por certos espaços. Depois de completar certas tarefas, Link pode viajar livremente entre os dois períodos de tempo, substituindo e pegando a espada.

## Enredo

### Cenário
Ocarina of Time se passa no reino fictício de Hyrule, o cenário da maioria dos jogos de The Legend of Zelda. O Campo de Hyrule serve como o hub central e está conectado a várias áreas periféricas com topografia diversificada e as raças de Hyrule.:7–8

### História
A fada Navi desperta Link de um pesadelo no qual ele testemunha um homem de armadura negra perseguindo uma menina fugindo a cavalo. Navi leva Link à Grande Árvore Deku (Great Deku Tree), que está amaldiçoada e à beira da morte. A Árvore Deku conta a Link que um "homem perverso do deserto" o amaldiçoou e quer dominar o mundo, e que Link deve impedi-lo. Antes de morrer, a Grande Árvore Deku dá a Link a Pedra Espiritual da Floresta e o envia ao Castelo de Hyrule para falar com a princesa.:6
Nos jardins do Castelo, Link encontra a Princesa Zelda, a qual crê que Ganondorf, o rei dos Gerudos, está em busca da Triforce, uma relíquia sagrada que dá ao seu detentor poderes divinos. Zelda pede a Link que obtenha as três Pedras Espirituais para que ele possa entrar no Reino Sagrado e reivindicar a Triforce antes que Ganondorf o faça. Link recolhe as outras duas pedras: a primeira de Darunia, líder dos Gorons, e a segunda de Ruto, princesa dos Zoras. Link retorna ao Castelo de Hyrule, onde vê Ganondorf perseguir Zelda e sua zeladora Impa a cavalo, como em seu pesadelo, e tenta sem sucesso detê-lo. No Templo do Tempo, Link usa a Ocarina do Tempo, um presente de Zelda, e as Pedras Espirituais para abrir a porta para o Reino Sagrado. Lá ele encontra a Master Sword, mas ao puxá-la de seu pedestal, ele fica incapacitado e Ganondorf, tendo entrado no Templo atrás de Link, aparece e reivindica a Triforce.
Sete anos depois, Link, já crescido, desperta no Reino Sagrado e encontra Rauru, um dos sete Sábios que protege a entrada do reino. Rauru explica que o espírito de Link foi selado por sete anos até que ele tivesse idade suficiente para empunhar a Master Sword e derrotar Ganondorf, que tomara Hyrule. Os sete Sábios podem aprisionar Ganondorf no Reino Sagrado, mas cinco deles desconhecem suas identidades como sábios. Link é reenviado ao Templo do Tempo, onde encontra o misterioso Sheik, que o guia para libertar cinco templos do controle de Ganondorf e, assim, despertar os sábios de cada templo. Link conheceu todos os cinco sábios quando criança: sua amiga de infância, Saria, a Sábia do Templo da Floresta; Darunia, o Sábio do Templo do Fogo; Ruto, a Sábia do Templo da Água; Impa, a Sábia do Templo das Sombras; e Nabooru, chefe dos Gerudos na ausência de Ganondorf, a Sábia do Templo do Espírito. Depois de os cinco sábios despertarem, Sheik revela ser Zelda disfarçada e a sétima sábia. Ela conta a Link que o coração desequilibrado de Ganondorf fez com que a Triforce se dividisse em três partes. Ganondorf adquiriu apenas a Triforce do Poder, enquanto Zelda recebeu a Triforce da Sabedoria e Link, a Triforce da Coragem.
Ganondorf aparece e sequestra Zelda, aprisionando-a em seu castelo. Os outros seis sábios ajudam Link a infiltrar-se na fortaleza; Link liberta Zelda após derrotar Ganondorf, que em seguida destrói o castelo na tentativa de matá-los. Depois de escaparem do colapso do castelo, Ganondorf ressurge dos escombros e, usando a Triforce do Poder, transforma-se num monstro com aparência de javali, denominado Ganon, e arrebata a Master Sword das mãos de Link. Com ajuda de Zelda, Link recupera a espada e derrota o monstro. Os sete Sábios selam Ganondorf no Reino das Trevas; ainda detendo a Triforce do Poder, ele jura vingança aos seus descendentes. Zelda usa a Ocarina do Tempo para enviar Link de volta a sua infância. Navi parte e o jovem Link encontra Zelda no jardim do castelo mais uma vez, onde ele mantém o conhecimento do destino de Hyrule, começando com seu declínio.

## Desenvolvimento

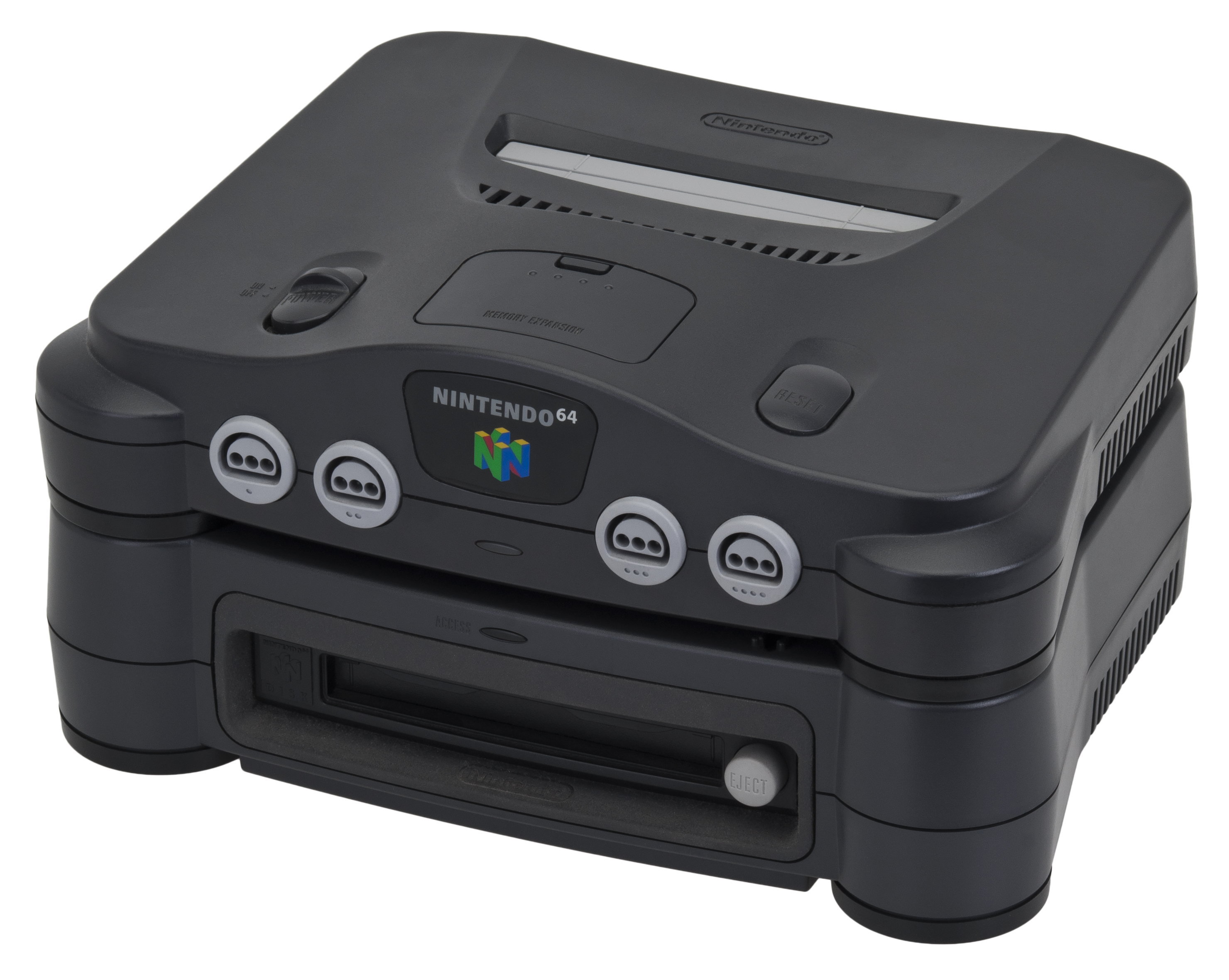
Ocarina of Time foi inicialmente planejado para o 64DD.

Ocarina of Time foi desenvolvido simultaneamente com Super Mario 64 e Mario Kart 64 para o Nintendo 64 (N64) pela Nintendo Entertainment Analysis & Development (EAD). O jogo teve um orçamento superior a 12 milhões de dólares. Mais de duzentas pessoas trabalharam no jogo.
Originalmente desenvolvido para o 64DD, um periférico para o N64 baseado em disquetes, o desenvolvimento acabou sendo migrado para um cartucho comum, devido aos requisitos de alto desempenho de dados impostos pela leitura contínua de quinhentas animações de personagens capturadas por movimento ao longo do jogo. Inicialmente planejado como um jogo de 16 megabytes, mais tarde foi aumentado para 32 megabytes, tornando-se o maior jogo que a Nintendo havia criado na época. No início do desenvolvimento, a equipe estava preocupada com as restrições de armazenamento do cartucho; na pior das hipóteses, Ocarina of Time seguiria uma estrutura semelhante a Super Mario 64, com Link restrito ao castelo de Ganondorf como um centro de ligação às demais áreas, usando um sistema de portal similar ao das pinturas que Mario usa para atravessar o reino. Uma ideia que surgiu deste estágio de desenvolvimento, uma batalha com um doppelgänger de Ganondorf que atravessa pinturas, foi usada como o chefe do Forest Temple.
Embora o co-criador da série, Shigeru Miyamoto, tenha sido o principal diretor e produtor de Super Mario 64, ele estava envolvido na produção do jogo e ficou responsável por cinco diretores, atuando como produtor e supervisor de Ocarina of Time. Diferentes partes do jogo foram tratadas por diferentes diretores, uma nova estratégia da Nintendo EAD. Quatro ou cinco equipes iniciais cresceram ao longo do tempo, cada uma trabalhando em diferentes experimentos básicos, tais como cenário e planejamento, ações de Link, transformação de itens clássicos 2D em formas 3D aprimoradas, experimentação com câmera, captura de movimentos, som, efeitos especiais, e o fluxo de tempo.

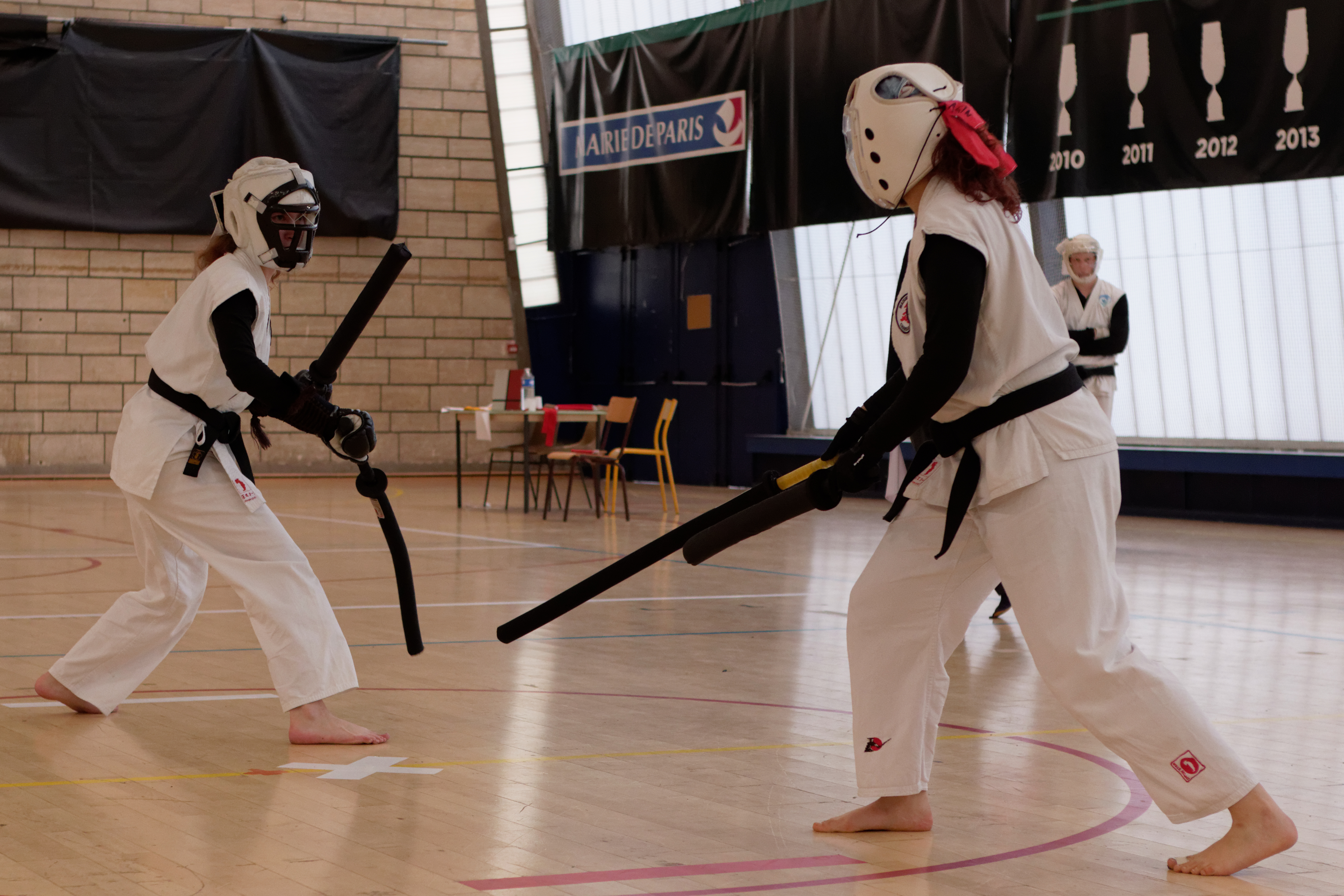
Os desenvolvedores foram inspirados pelas técnicas de espada chanbara (samurai), como visto nesta foto.

Embora a equipe de desenvolvimento fosse novata em jogos 3D, o diretor assistente Makoto Miyanaga lembra da "paixão para criar algo novo e sem precedentes". Apesar do cenário ser um "conto medieval de espada e feitiçaria", Miyamoto usou o gênero japonês chanbara (samurai) de luta de espada como modelo para o combate do jogo e ficou satisfeito com a recepção positiva. O desenvolvimento contou com mais de 120 pessoas, incluindo dublês usados para capturar os efeitos de luta de espada e os movimentos de Link. Miyamoto inicialmente pretendia que Ocarina of Time fosse jogado na perspectiva de primeira pessoa, para que os jogadores assimilassem melhor o vasto terreno do Hyrule Field e que a equipe focasse mais no desenvolvimento de inimigos e ambientações. O conceito, porém, foi abandonado ao surgir a ideia do Link criança, pois, com isso, Miyamoto pensou ser necessário que Link fosse visível na tela de jogo para que se pudesse distinguir ambas as fases do personagem. Originalmente, Z-targeting envolvia um marcador genérico, no entanto, Koizumi mudou o design para o de uma fada para torná-lo menos "robótico". A fada ganhou o nome de "Fairy Navigation System" entre os funcionários e, finalmente, isso se transformou no apelido de "Navi", que por sua vez resultou no "nascimento" do personagem de Navi. O "nascimento" de Navi foi um ponto crucial no desenvolvimento da história.
Algumas ideias de Miyamoto acabaram sendo usadas em Super Mario 64, que seria lançado primeiro. Outras ideias foram descartadas devido a restrições de tempo. Ocarina of Time originalmente utilizava o mesmo motor de jogo de Super Mario 64, mas as modificações foram tantas que Miyamoto considera que os produtos finais usam diferentes motores. Uma importante diferença entre ambos é o controle da câmera; o jogador tem amplo controle sobre a câmera em Super Mario 64, mas em Ocarina of Time a câmera é em grande parte controlada pela inteligência artificial do jogo. Miyamoto disse que os controles da câmera de Ocarina of Time foram pensados para refletir um foco no mundo do jogo, enquanto os de Super Mario 64 são centrados no personagem de Mario. Miyamoto queria que a dificuldade fosse fácil o suficiente para tornar o jogo acessível a todos os jogadores; em particular, disse que queria que fosse mais fácil do que Super Mario 64.
Miyamoto queria fazer um jogo cinematográfico, mas, ainda assim, distinto dos filmes. Takumi Kawagoe, que criou as cinemáticas para a Nintendo, disse que sua prioridade era fazer com que o jogador se sentisse no controle da ação. Para promover essa continuidade instantânea de jogabilidade cinematográfica, as cinemáticas em Ocarina of Time são completamente geradas por computação em tempo real no Nintendo 64 e não se utilizam de filmes pré-renderizados. A visão de Miyamoto exigia essa arquitetura em tempo real para o total de mais de 90 minutos de cenas, independentemente de o console ter um meio vasto como CD-ROM para armazenar versões pré-renderizadas. Toru Osawa criou o cenário para o jogo baseado na ideia da história de Miyamoto e Yoshiaki Koizumi. Teve apoio do roteirista de A Link to the Past e Link's Awakening, Kensuke Tanabe. Miyamoto disse que o motor de renderização em tempo real permitiu a sua pequena equipe de 3 a 7 desenvolvedores cinematográficos ajustar o roteiro e focar no desenvolvimento de elementos de jogabilidade adicionais até os últimos meses de desenvolvimento, em vez de esperar por um processo repetido de pré-renderização. As dungeons foram desenhadas por Eiji Aonuma.

### Música
A trilha sonora de Ocarina of Time foi composta por Koji Kondo, compositor responsável pela trilha da maioria dos jogos da série The Legend of Zelda. Além de os personagens terem temas musicais, áreas de Hyrule também são associadas à peças de música, o que foi denominado "leitmotif reverso": em vez de a música anunciar a chegada de um personagem, agora apresenta um ambiente estacionário à medida em que o jogador se lhe aproxima. Em alguns locais, a música é uma variação de uma melodia de ocarina que o jogador aprende, relacionada a essa área.
Além de prover um pano de fundo para o cenário, a música desempenha papel fundamental na jogabilidade. A disposição dos botões do controle do Nintendo 64 assemelha-se aos orifícios das ocarinas no jogo, e o jogador deve aprender a tocar várias canções para completá-lo. Todas as canções são tocadas usando as cinco notas disponíveis na ocarina, embora outros tons possam ser obtidos ao se inclinar o analógico do controle. Kondo relatou que a criação de temas distintos em uma escala limitada foi um "grande desafio", mas que o resultado final lhe pareceu muito natural. A popularidade de Ocarina of Time levou ao aumento de vendas do instrumento. O tema musical original do Fire Temple, que incluía amostras de cânticos, foi alterado antes do lançamento do jogo, devido à política da Nintendo de não incluir referências religiosas reais em seus produtos.
A trilha sonora oficial de Ocarina of Time foi editada pela Pony Canyon e lançada no Japão em 18 de dezembro de 1998, consistindo num CD com 82 faixas. Uma versão estadunidense também foi lançada, embora com menos faixas e com uma arte de capa diferente. Muitos críticos elogiaram a música de Ocarina of Time, apesar de a IGN ficar desapontada que o tema tradicional do overworld de Zelda não foi incluído. Em 2001, três anos após o lançamento inicial do jogo, a GameSpot classificou a trilha como uma das dez melhores trilhas sonoras de jogos eletrônicos.
Hero of Time, uma gravação orquestral da partitura de Ocarina of Time executada pela Orquestra Sinfônica Nacional da Eslováquia, foi lançada pela gravadora de jogos eletrônicos Materia Collective em 2017. Uma versão em vinil foi publicada pela iam8bit. Foi indicada para "Melhor Cover/Remix de Música de Jogo Eletrônico" no 16.º Annual Game Audio Network Guild Awards.

## Lançamento
Ocarina of Time foi exibido pela primeira vez como um vídeo de demonstração técnica e temática na feira da Nintendo Shoshinkai em dezembro de 1995. A Nintendo planejava lançar Ocarina of Time para o 64DD, periférico para o N64 baseado em disquetes ainda em desenvolvimento. No entanto, problemas relacionados ao desempenho do periférico levaram o desenvolvimento a ser movido de disquete para cartucho comum, e assim o jogo foi adiado para 1998 — antes, seu lançamento estava programado para o período de Natal de 1997. Eles planejavam seguir com um disco de expansão para o 64DD. Miyamoto também atribuiu o atraso ao fato de a Nintendo priorizar os esforços de desenvolvimento a Yoshi's Story depois que o jogo perdeu sua data de lançamento planejado para o segundo trimestre.
No fim da década de 1990, afirmava-se que o Nintendo 64 carecia criticamente de grandes lançamentos da Nintendo. A revista Next Generation afirmava que "a Nintendo definitivamente não pode passar outra temporada de férias sem um título de peso" e que Zelda era "um dos jogos mais esperados da década", do qual dependia o destino do console. A Nintendo gastou 10 milhões de dólares no marketing de Ocarina of Time. Em março de 1998, Ocarina of Time era o jogo de Nintendo 64 mais esperado do Japão. O presidente Howard Lincoln insistiu na E3 de 1998 que Zelda seria disponibilizado a tempo e que se tornaria um campeão de vendas revitalizador da empresa, semelhante a um sucesso de Hollywood.
Consumidores da América do Norte que fizeram a pré-compra do jogo receberam uma edição limitada, cuja caixa tinha a frente de plástico em dourado metálico e os dizeres "Collector's Edition" ("Edição de Colecionador") e cujo cartucho também era dourado, uma tradição na série Zelda iniciada com o jogo original para Nintendo Entertainment System. A demanda era tamanha que a Eletronics Boutique cessou a pré-venda do jogo em 3 de novembro de 1998. No Brasil, a Gradiente, então representante da Nintendo, lançou uma edição de colecionador. O jogo era acompanhado de uma caixa com quase o triplo do tamanho de uma caixa normal de jogos da época, e trazia incluso um guia de jogo bem detalhado, além de uma versão dourada do cartucho.
Algumas versões de Ocarina of Time foram produzidas, cujas revisões posteriores contavam com pequenas mudanças, tais como reparo de glitches, o sangue de Ganondorf recolorido de vermelho para verde, e uma alteração da música do Fire Temple para remover um trecho de um canto islâmico. O trecho foi tirado de uma biblioteca de áudio disponível comercialmente, mas os desenvolvedores não perceberam que continha referências islâmicas. Embora se creia popularmente que a mudança ocorreu devido a protestos, o canto foi de fato removido depois de a empresa constatar que violara sua própria política de evitar material religioso nos jogos.

### Relançamentos
A Nintendo portou Ocarina of Time para seu console seguinte, o GameCube, como parte de The Legend of Zelda: Collector's Edition, uma compilação de jogos da série Zelda. O porte utiliza uma resolução de 640×480, o quádruplo do original, e suporta varredura progressiva. Outro lançamento para GameCube incluiu o jogo original e uma segunda versão mais difícil, intitulada Master Quest, que foi incluída como um bônus de pré-venda de The Legend of Zelda: The Wind Waker (2002) no Japão e na América do Norte e incluído em bundles em outras partes do mundo. Também era dado a quem registrasse determinado hardware e software ou assinasse revistas e clubes oficiais. Em novembro de 2003, Ocarina of Time foi portado para o chinês iQue Player como um dos cinco jogos disponíveis em seu lançamento.
Em fevereiro de 2007, foi lançado no Virtual Console do Wii, sendo uma emulação da versão de Nintendo 64. No dia 2 de julho de 2015, foi lançado no Virtual Console do Wii U. Em 25 de outubro de 2021, foi lançado para Nintendo Switch como parte de um pacote adicional do Nintendo Switch Online.
Em junho de 2011, a Nintendo lançou Ocarina of Time 3D, um remake para o console portátil Nintendo 3DS. Foi desenvolvido pela Nintendo EAD juntamente com a Grezzo, um estúdio japonês independente chefiado por Koichi Ishii. O jogo inclui o modo Master Quest e adiciona funcionalidades da tela de toque e controles de giroscópio, um modo "Boss Challenge", vídeos instrutivos para guiar jogadores, e uma versão modificada do Water Temple com dificuldade reduzida.

## Master Quest
Depois de completar Ocarina of Time, a Nintendo desenvolveu uma nova versão do jogo para o periférico 64DD, até então não lançado, com o título provisório de Ura Zelda, comumente traduzido como "Outro Zelda". Descrito como uma segunda versão de Ocarina com dungeons reorganizadas, contém novos conteúdos, alguns que foram retirados de Ocarina devido a restrições de tempo e armazenamento. Em 1998, Ura Zelda foi adiado indefinidamente devido a problemas com o desenvolvimento do 64DD, e foi cancelado devido ao fracasso comercial do 64DD. Em agosto de 2000, Miyamoto afirmou que "Ura Zelda" havia sido finalizado e que nenhuma função online havia sido planejada..
Ura Zelda foi portado para o GameCube em 2002 no Japão como Zeruda no Densetsu: Toki no Okarina GC Ura (ゼルダの伝説 時のオカリナ GC裏) e em 2003 na América do Norte e Europa como The Legend of Zelda: Ocarina of Time Master Quest. De acordo com Miyamoto, Ura Zelda foi simples de portar, pois usava poucas funcionalidades do 64DD. Master Quest usa o mesmo motor de jogo e enredo de Ocarina of Time, mas com dificuldade aumentada e dungeons e quebra-cabeças alterados.
Peer Schneider, da IGN, deu a Master Quest uma crítica positiva, comparando o conceito à segunda missão do The Legend of Zelda original. Disse que algumas áreas redesenhadas ficaram piores em relação a Ocarina of Time, especulando que elas podem ter sido construídas a partir de designs de "segunda escolha" criados durante o desenvolvimento. Schneider descreveu o porte como tendo gráficos aprimorados, mas não contendo nenhuma melhoria substancial na taxa de quadros. Também expressou que os controles traduzidos para o controle do GameCube pareciam desajeitados. No entanto, resumiu Master Quest como uma "doce surpresa para qualquer fã de Zelda" e escreveu que o teria recomendado mesmo pelo preço total. Zachary Lewis, da RPG Gamer, elogiou os quebra-cabeças revisados, que exigem precisão de tempo e encontram novos usos para os itens de Ocarina, mas escreveu que os jogadores poderiam ficar frustrados com o aumento da dificuldade.

## Recepção
Ocarina of Time foi aclamado pela crítica. Obteve pontuações perfeitas da maioria das publicações de jogos que o analisaram, como Famitsu, Next Generation, Edge, Electronic Gaming Monthly, GameSpot, e IGN. No agregador de críticas Metacritic, a versão original de Nintendo 64 é o jogo mais bem avaliado de todos os tempos, enquanto, no GameRankings, atingiu a segunda colocação, com pontuações médias de 99/100 e 98%, respectivamente. As críticas elogiaram vários aspectos do jogo, particularmente seu design de fases, mecânica da jogabilidade, som e cinemática. O revisor da GameSpot Jeff Gerstmann escreveu que Ocarina of Time é "um jogo que não pode ser chamado de outra coisa senão impecável", e a IGN o chamou de "a nova referência para entretenimento interativo" que poderia "moldar o gênero RPG de ação nos próximos anos".
Os gráficos foram elogiados. A Game Revolution notou os rostos dos personagens, o "desafio gráfico mais difícil em personagens 3D", dizendo que as expressões e animações dos personagens apresentavam "graça surpreendente". A IGN disse que Ocarina of Time tinha gráficos melhores que Super Mario 64, dando uma maior sensação de escala. Impressionante distância de desenho e grandes chefões também foram mencionados como destaques gráficos. Apesar de se destacar no uso de cores e na visibilidade e detalhes do ambiente, críticos observaram que alguns elementos gráficos de Ocarina of Time não ficaram tão bons quanto Banjo-Kazooie, lançado anteriormente no mesmo ano; em particular, a IGN disse que a taxa de quadros e as texturas de Ocarina of Time eram inferiores, especialmente no mercado do Castelo de Hyrule, que foi chamado de "embaçado".
A jogabilidade foi geralmente elogiada como detalhada, com muitas missões secundárias para ocupar o tempo dos jogadores. A IGN disse que os jogadores ficariam "surpresos com os detalhes" do ambiente e com a "quantidade de pensamento que foi necessário para projetá-lo". Também elogiou a cinemática, citando grande impacto emocional e "trabalho de câmera impecável". A EGM gostou do fato de a Nintendo ser capaz de pegar os elementos dos jogos 2D de Zelda mais antigos e "traduzir tudo para 3D perfeitamente". A Nintendo Power citou Ocarina of Time, junto a Super Mario 64, como dois jogos que "abriram caminhos" na era 3D. O sistema de controle sensível ao contexto foi visto como um dos elementos mais fortes da jogabilidade. Críticos observaram que esse sistema permitia um controle mais simples usando menos botões, mas que ocasionalmente fazia com que o jogador realizasse ações indesejadas. O controle da câmera foi citado como tornando o combate "segunda natureza", embora o novo sistema levasse tempo para o jogador se acostumar.
O áudio do jogo foi geralmente bem recebido, com a IGN comparando algumas das músicas de Koji Kondo ao trabalho de Philip Glass. O site reclamou que as amostras de áudio usadas no jogo pareciam datadas; a Game Revolution considerou isso um benefício, chamando-os de "retro". A revista chamou o som de "bom para a Nintendo, mas não ótimo no esquema mais amplo das coisas" e observou que o formato do cartucho exigia "músicas MIDI que variam de razoável a terrível". Pitchfork deu ao álbum oficial da trilha sonora uma nota 9 de 10.

### Vendas
Auxiliado por uma grande campanha de marketing, Ocarina of Time foi um grande sucesso comercial. Nos Estados Unidos, mais de 500 mil pré-encomendas foram feitas, mais do que triplicando o número de pré-encomendas de qualquer outro jogo eletrônico até aquele momento, rendendo-lhe um Guinness World Record por esse motivo. Após seu lançamento, mais de 1 milhão de cópias foram vendidas no país em menos de uma semana. Em 1998, foram vendidas 2,5 milhões de cópias, embora tenha sido lançado apenas 39 dias antes do final do ano; rendeu 150 milhões de dólares em receita nos Estados Unidos, maior do que qualquer filme de Hollywood nas últimas seis semanas de 1998. Foi o jogo eletrônico mais vendido de 1998 nos Estados Unidos. No Japão, 920 mil cópias foram vendidas em 1998, tornando-se o oitavo jogo mais vendido daquele ano; foi relatado que 386 234 cópias foram vendidas em sua primeira semana no país, superando as 316 mil vendas da primeira semana de Metal Gear Solid.
Na Europa, foi o quinto jogo mais vendido de 1998, com mais de 39 milhões de euros arrecadados naquele ano. No Reino Unido, 61 232 cópias foram vendidas durante seu primeiro fim de semana, tornando-se o jogo mais rapidamente vendido do Reino Unido até ser superado por Gran Turismo 2 em 2000. Até 2000, Ocarina of Time já havia vendido 7 milhões de cartuchos e arrecadado cerca de 400 milhões de dólares em todo o mundo. Durante sua vida, o jogo vendeu 1,14 milhões de cópias no Japão, e 7,6 milhões em todo o mundo.

### Prêmios
Em 1998, Ocarina of Time ganhou o Grande Prêmio na divisão de Arte Interativa do Japan Media Arts Festival. Ganhou seis prêmios no 2.º Interactive Achievement Awards, incluindo "Jogo do Ano", "Realização Extraordinária em Design Interativo", "Realização Extraordinária em Engenharia de Software", "Jogo de Console do Ano", "Jogo de Aventura de Console do Ano" e "Jogo de RPG de Console do Ano", juntamente com uma nomeação para "Realização Extraordinária no Desenvolvimento de Personagem ou História". A EGM deu ao jogo os prêmios de escolha dos editores e dos leitores para "Jogo do Ano para Todos os Sistemas", "Jogo do Ano de Nintendo 64" e "RPG de Ação do Ano", bem como os prêmios de escolha dos leitores de "Melhor Música" e "Melhores Gráficos", e foi vice-campeão no prêmio de "Melhores Efeitos Sonoros" da escolha do leitor. A Edge deu os prêmios de "Jogo do Ano" e "Inovação em Jogabilidade" e o colocou em 2.º lugar em "Realização Gráfica".

## Legado

Uma renderização da Ocarina do Tempo.

Ocarina of Time foi classificado como o melhor jogo eletrônico de todos os tempos em várias publicações, incluindo Computer and Video Games, Edge, IGN, Nintendo Power, Game Informer, Slant, FHM, e PALGN. Também apareceu em outras listas de melhores jogos, incluindo as da Electronic Gaming Monthly e IGN. O jogo ficou em segundo lugar na lista dos cem melhores jogos Nintendo de todos os tempos da Official Nintendo Magazine, atrás apenas de Super Mario Bros. A Game Informer classificou-o como seu 11.º jogo favorito de todos os tempos e o descreveu como "intocável". Em maio de 2011, a IGN realizou uma competição em estilo de torneio comemorando o 25.º aniversário do lançamento original de The Legend of Zelda, no qual os fãs elegeram Ocarina of Time como o melhor jogo da série; venceu Majora's Mask na rodada final. Ocarina of Time foi consistentemente colocado em primeiro lugar nas listas dos cem melhores jogos da Edge: uma lista votada pela equipe em janeiro de 2000, uma lista votada por membros da equipe e leitores em julho de 2007, uma lista dos "100 melhores jogos para jogar hoje" em março de 2009, e uma enquete dos leitores de 2013 selecionando os 20 melhores jogos lançados desde o lançamento da revista em 1993. A Edge concluiu sua lista de 2009 dizendo: "Ocarina of Time está aqui na lista não porque a Nintendo teve o poder e a sabedoria para fazer um grande jogo, mas porque teve a coragem de fazer um jogo único". Em 2022, The Strong National Museum of Play introduziu Ocarina of Time em seu World Video Game Hall of Fame.
A recepção dos relançamentos de Master Quest e de Virtual Console foi positiva; enquanto alguns consideraram aspectos dos gráficos e áudio desatualizados, a maioria achou que o jogo envelheceu bem. A versão de Master Quest detém uma pontuação média de 89,50% no GameRankings e 91/100 no Metacritic. A IGN disse em sua análise que "Ocarina of Time envelheceu extremamente bem", e observou em relação aos gráficos do jogo que, embora as texturas e modelos pareciam datados, a apresentação visual do jogo resistiu ao teste do tempo. A Game Revolution disse que embora o jogo tenha "envelhecido visivelmente em comparação com os novos RPGs [...] ainda é um jogo fantástico", premiando com uma nota de 91/100. Em 2007, o ex-editor da GameSpot Jeff Gerstmann deu à versão de Virtual Console 8,9 de 10: "Mesmo depois de nove anos, Ocarina of Time se mantém surpreendentemente bem, oferecendo uma longa e muitas vezes incrível aventura".
O sistema de jogabilidade de The Legend of Zelda: Ocarina of Time popularizou recursos como um sistema de bloqueio de alvo e botões sensíveis ao contexto que desde então se tornaram elementos comuns em jogos de aventura 3D. Vários membros da indústria de jogos eletrônicos expressaram como o jogo os impactou e à indústria. O ex-vice-presidente de criatividade da Rockstar Games Dan Houser afirmou em 2012 que "qualquer um que faça jogos 3-D que diga que não pegou algo emprestado de Mario ou Zelda [no Nintendo 64] está mentindo". A diretora Amy Hennig (Crystal Dynamics e Naughty Dog) citou Ocarina of Time como uma influência para Soul Reaver. O diretor Hajime Tabata (Square Enix) citou Ocarina of Time como inspiração para o mundo aberto desatado de Final Fantasy XV.
Em novembro de 2021, entusiastas descompilaram totalmente a ROM em código C legível por humanos. Em março de 2022, o grupo "Harbour Masters" lançou um porte para PC.